# Davis Kamoga
Davis Kamoga (* 17. července 1968) je ugandský atlet, který soutěží v běhu na 400 m.
Získal bronzovou medaili na letních olympijských hrách 1996 v Atlantě. V roce 1997 získal stříbrnou medaili na Mistrovství světa v atletice 1997 v Aténách, což byla první ugandská medaile na mistrovství světa.[ujasnit] Výkon 44,37 sekundy byl jeho osobním a rovněž národním rekordem, a je čtvrtým nejlepším v Africe.